# عقد 90
عقد 90 هو عقد امتد بين 1 يناير 90 و31 ديسمبر 99 بحسب التقويم الميلادي. سبقه عقد 80 ولحقه عقد 100.

## مواليد
- الإمبراطور أن من هان (094)
- خوسيه رودريغو أندرادي راموس (097)
- سورانوس من أفسس (098)
- أبيان (095)

## وفيات
- دوميتيان (096)
- ستاتشيوس (096)
- كليمنت الأول (099)
- أناكليتوس (092)
- نيرفا (098)
- ميليوس (098)
- نيياس جولياس أغريقولا (093)
- نتيباس (092)
- يوحنا الإنجيلي (098)
- تيموثاوس (097)
- كينتيليان (096)

## كتب
- Yves Denis Papin (1998). Chronologie de l'histoire ancienne. Lieu de publication non identifié: Éditions Jean-paul Gisserot. ISBN:2-87747-346-5. OCLC:40746926. مؤرشف من الأصل في 2022-03-16.
- موسوعة حضارة العالم (2002) لأحمد محمد عوف.

## روابط خارجية
- تصفح سنة بسنة عقد 90 على موقع onthisday.com
- تصفح سنة بسنة عقد 90 ابتداءً من سنة عقد 90 على موقع المكتبة الوطنية الفرنسية